# Anders Wilhelm Thun
Anders Wilhelm Thun, född 23 augusti 1800 i Fägre, Skaraborgs län, död 3 april 1829 på Karlberg, Stockholms län, var en svensk kapten, lantmätare, målare och tecknare.
Han var son till kommissionslantmätaren Anders Thun och Gustafva Catharina Örn. Thun blev fänrik vid Dalaregementet 1816, löjtnant, 1825 och slutligen kapten 1826. Han avlade lantmätarexamen 1816 och tjänstgjorde som storskifteslantmätare i Dalarna 1819–1823. Han studerade konst för Fredric Westin och spåddes en lovande karriär som konstnär men hans aktiva tid som konstnär blev kort. Han var representerad i Konstakademiens utställning 1822. Hans konst består av landskapsskildringar och stadsmotiv från Stockholm. Thun är representerad vid Nationalmuseum i Stockholm.